# Estación de Umeda
La Estación de Umeda (梅田駅 Umeda-eki) es una estación de ferrocarril en el centro de la ciudad de Osaka, Japón. Este estación es una parte de la estación complejo de Osaka-Umeda. La estación completo es la estación más utilizada en la región de Kansai, con 2.343.727 pasajeros diarios en 2005.
Este estación es operada por tres compañías:
- Ferrocarriles Hanshin (Línea Hanshin)
- Ferrocarriles Hankyu (Líneas Kobe, Takarazuka, y Kyoto)
- Metro de Osaka (Línea Midōsuji)

## Estación de Hanshin

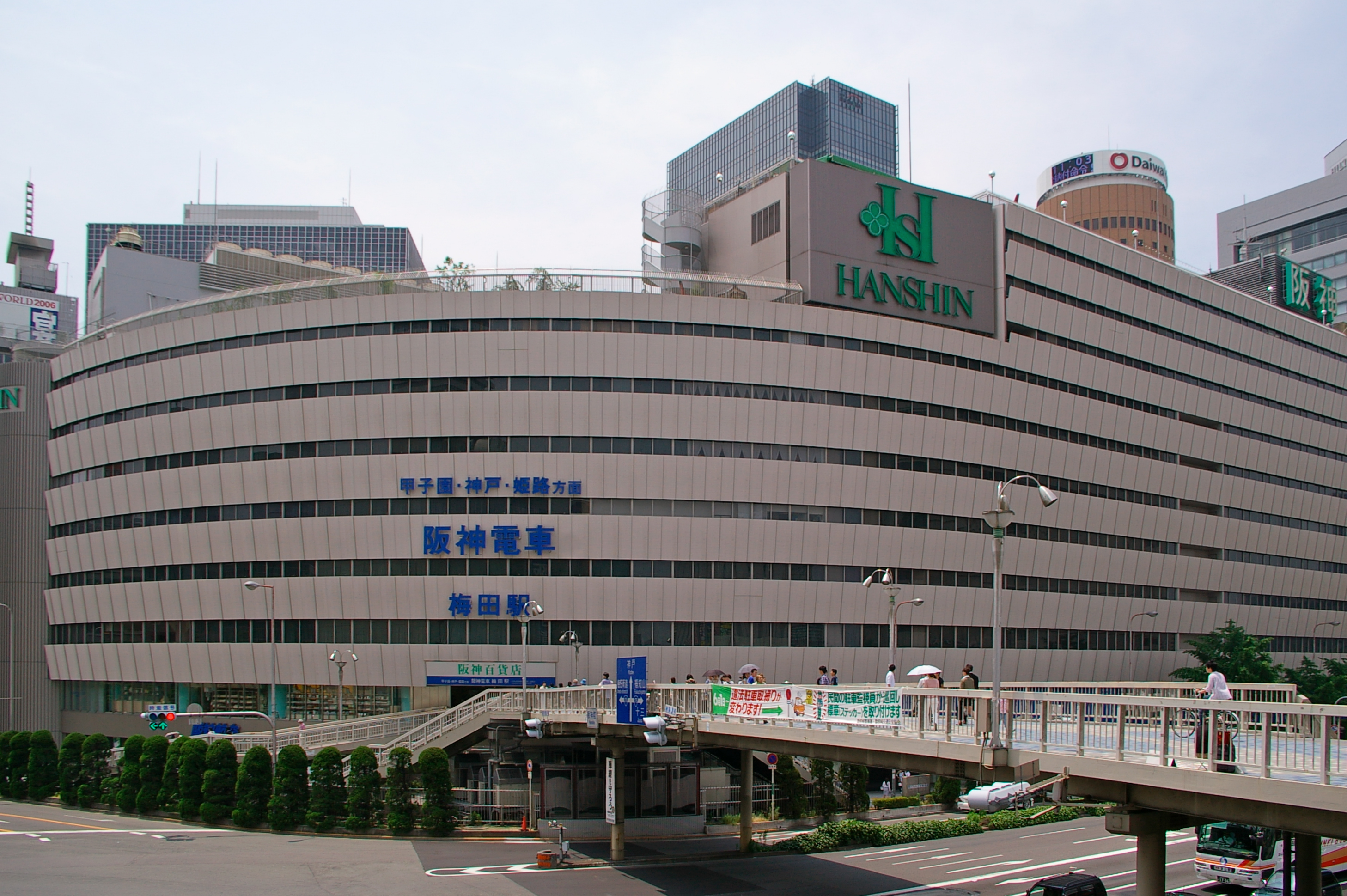
Entrada de la estación, que es debajo de la tienda de departamentos de Hanshin.

La terminal de Hanshin en Umeda fue inaugurada en 1906 como una estación en el nivel de suelo; la estación fue traslada a una estación subterránea debajo de la tienda de departamentos de Hanshin en 1939. Este estación está localizado al sur de la estación de Osaka. 
La estación tiene 5 plataformas y 4 vías. Todos los trenes tiene un recorrido de Umeda a la estación de Sannomiya vía las estaciones Amagasaki y Koshien. Algunos de los trenes continua a la estación Himeji en el Ferrocarril Sanyo.
- Plataformas 1 y 2: Servicios expresos limitados a Amagasaki, Sannomiya, Sumaura-koen, Akashi, y Himeji
- Plataforma 3: Servicios expresos a Amagasaki, Koshien, y Nishinomiya
- Plataforma 4: Servicios locales a Amagasaki, Koshien, Sannomiya, Shinkaichi, y Kosoku Kobe

## Estación de Hankyu

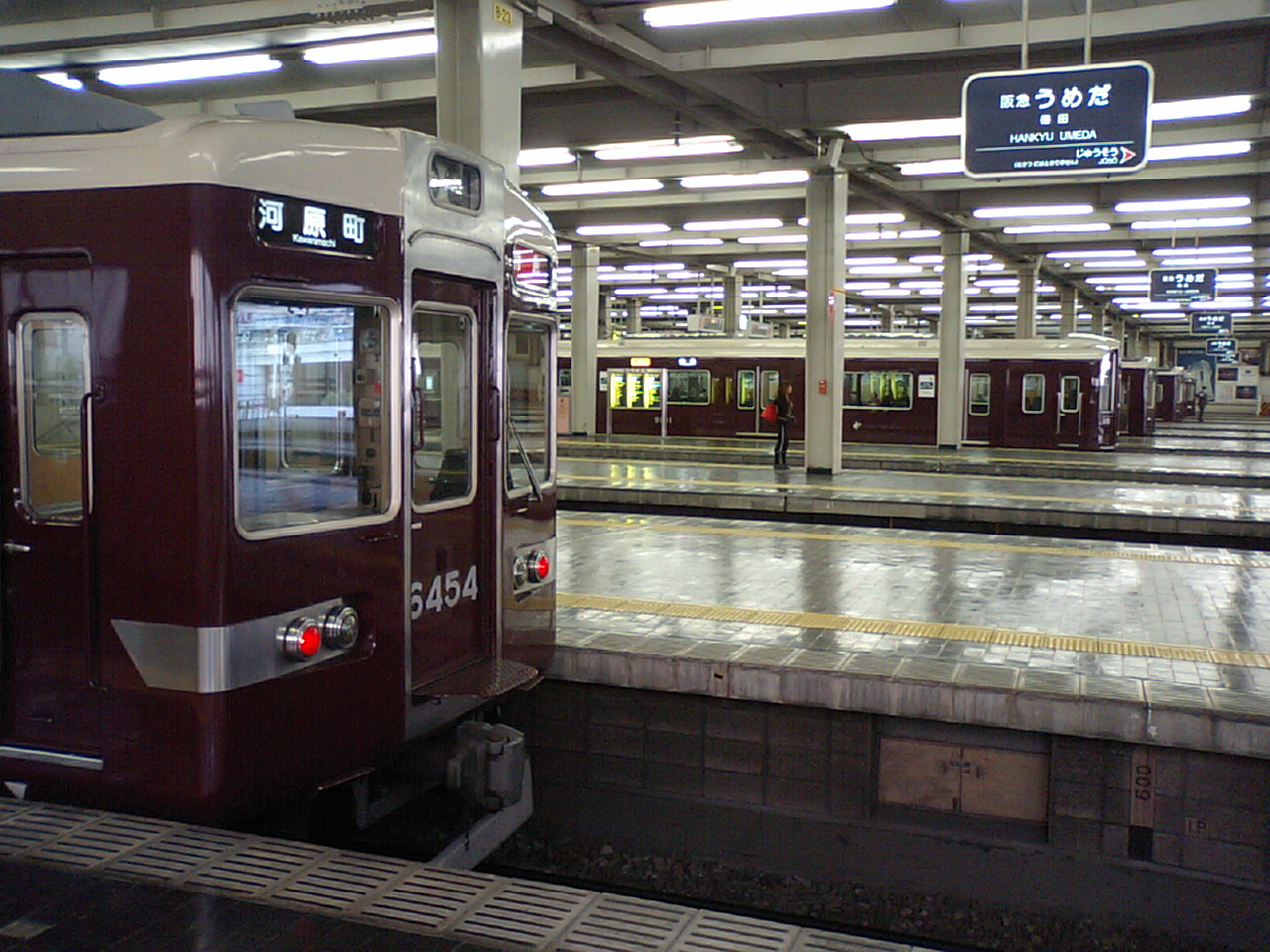
Una tren de Hankyu en la estación de Umeda.

La terminal de Hankyu fue inaugurada en 1910 como una estación fue localizando al sureste de la estación de Osaka. Este estación fue renovada en 1926, 1934, y 1971, cuando la estación fue traslada a un sitio al noroeste de la estación de Osaka para permitir la operación de trenes con 8 coches. Una tienda de departamentos de Hankyu fue construido en 1929 en el sitio original de la estación; este tienda fue expandido después la estación fue traslada.
La estación tiene 10 plataformas y 9 vías; porque la compañía Hanyu opera tres líneas de ferrocarril, hay tres vías para cada línea. Servicios locales salen en todas de las vías.
- Vías 1-3: Línea Kyoto (a las estaciones Takatsuki-shi, Kawaramachi, Arashiyama, y Kita-Senri)
  - Vía 1: Servicios locales y expresos limitados
  - Vía 2: Servicios locales y expresos rápidos (incluyendo algunos servicios expresos limitados)
  - Vía 3: Servicios semi-expresos, locales, y rápidas; servicio expreso limitado "Kyo-Train"
- Vías 4-6: Línea Takarazuka (a las estaciones Takarazuka, Hibarigaoka-Hanayashiki, Kawanishi-Noseguchi, Minoo, y Nissei-Chuo)
  - Vía 4: Servicios locales y expresos; servicios expresos limitados a Nissei-Chuo
  - Vía 5: Servicios locales, semi-expresos, y expresos
  - Vía 6: Servicios locales
- Vías 7-9: Línea Kobe (a las estaciones Nishinomiya-Kitaguchi, Sannomiya, Kosoku Kobe, y Shinkaichi)
  - Vía 7: Servicios locales
  - Vía 8: Servicios locales, expresos, y expresos limitados
  - Vía 9: Servicios locales, expresos, expresos rápidos, y expresos limitados

## Estación del Metro de Osaka

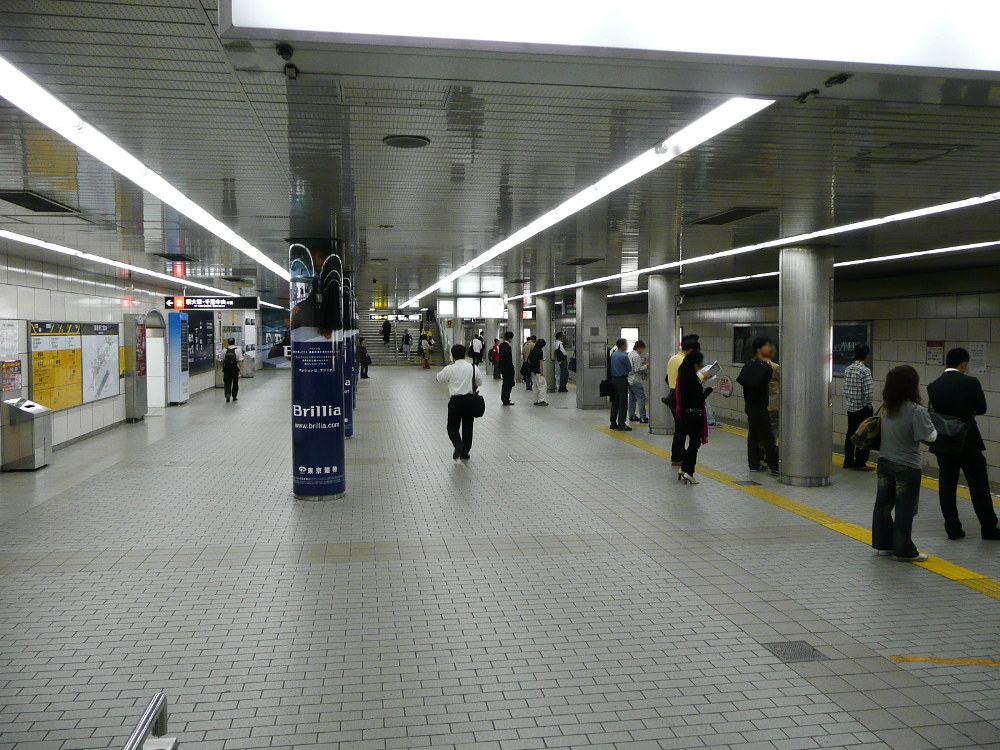
La plataforma por trenes a Nakamozu.

La estación de Umeda es una estación de metro en la Línea Midōsuji del Metro de Osaka; es la estación de metro más utilizada en la ciudad de Osaka. Hay tres estaciones del metro en el área de Umeda: este estación, la estación Higashi-Umeda en la Línea Tanimachi, y la estación Nishi-Umeda en la Línea Yotsubashi; todos de los estaciones del metro cerca de la estación de Osaka son conectados por pasillos subterráneos. Pasajeros pueden transferirse fuera del control de tarifas entre las tres estaciones; la tarifa es calculada como una viaje si un pasajero no sale la estación a condición de que la transferencia debe ser completada dentro de 30 minutos.
La estación fue inaugurado en 1933 como la terminal norte de la primera línea del metro de Osaka. Cuando la estación fue inaugurada, tenía una plataforma central con dos vías. Sin embargo, hay mucha congestión en la estación; como resultado, la estación fue renovado en 1989 para añadir una nueva plataforma y vía que estuvo adyacente de la estación original. Al presente, la plataforma original sirve trenes en la dirección de Esaka; la plataforma que añadió en 1989 sirve los trenes en la dirección de Nakamozu.
- Plataforma 1: Trenes a las estaciones Hommachi, Namba, Tennoji, Abiko, y Nakamozu
- Plataforma 2: Trenes a las estaciones Shin-Osaka, Esaka, y Senri-Chuo

## Terminal de carga de Umeda
En 1928, la terminal de carga de Umeda abrió cerca de la estación de Osaka; este termina de carga fue operado por JR Freight. Este terminal fue construido para redirigir trenes de carga de la estación y reducir la congestión que fue causado por trenes suburbanos. La terminal de carga de Umeda fue cerrado en el 31 de marzo de 2013.